# Bruno Ahner

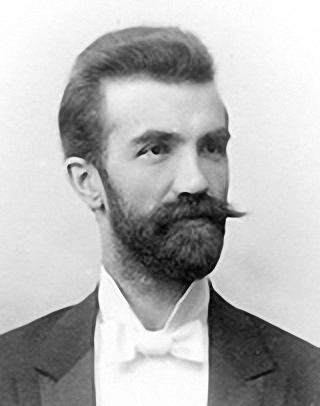
Bruno Ahner (um 1900)

Bruno Ahner (* 7. August 1866 in Dresden; † 31. Januar 1942 in München) war ein deutscher Geiger und Konzertmeister.

## Leben
Bruno Ahner studierte von 1880 bis 1884 am Dresdner Konservatorium u. a. bei Eckard Rappoldi und Franz Wüllner. Ab 1884 war er als Konzertmeister in Frankfurt (Main) tätig, bevor er 1885 nach Karlsruhe ging. 1893 wurde er Großherzoglicher Hofkonzertmeister in Schwerin und leitete das Streichquartett des Mecklenburgischen Hoftheaters. In der Saison 1901/02 war Bruno Ahner Hofkonzertmeister an der Wiener Hofoper und danach an der Hofoper München.